# Хејстингс на Хадсону (Њујорк)
Хејстингс на Хадсону (енгл. Hastings-on-Hudson) град је у америчкој савезној држави Њујорк.

## Демографија
По попису из 2010. године број становника је 7.849, што је 201 (2,6%) становника више него 2000. године.
| Група             | 2000.         | 2010.         |
| Белци             | 6.683 (87,4%) | 6.272 (79,9%) |
| Афроамериканци    | 180 (2,4%)    | 362 (4,6%)    |
| Азијати           | 317 (4,1%)    | 369 (4,7%)    |
| Хиспаноамериканци | 344 (4,5%)    | 710 (9,0%)    |
| Укупно            | 7.648         | 7.849         |